# Xenohammus quadriplagiatus
Xenohammus quadriplagiatus là một loài bọ cánh cứng trong họ Cerambycidae.